# Eustrotia arlesuinella
Eustrotia arlesuinella är en fjärilsart som beskrevs av Geoffroy 1785. Eustrotia arlesuinella ingår i släktet Eustrotia och familjen nattflyn. Inga underarter finns listade i Catalogue of Life.